# Alfredo Rubio de Castarlenas
Alfredo Rubio de Castarlenas (Barcelona, 12 de julio de 1919-íd., 7 de mayo de 1996) fue un médico, sacerdote, filósofo, educador y poeta español.

## Biografía
Hijo de la poetisa Marina de Castarlenas y del industrial textil Federico Rubio, pasó su infancia entre artistas e intelectuales junto a su única hermana, Marina. Hizo el bachillerato en el Politécnico Eulàlia de Sarrià. Leía a Goethe, Stefan Zweig, Emil Ludwig, Papini. Tuvo que ir en 1938 a la Guerra Civil (1936-1939) a los diecisiete años como sanitario. Tras la guerra, aunque había empezado a estudiar arquitectura en Barcelona, abandonó ese propósito para estudiar medicina. Fue profesor adjunto de Patología Médica e Historia de la Medicina en la Universidad de Barcelona; también alternaba en su trabajo la clientela humilde de un hospital clínico casi gratuito y visitas domiciliarias del seguro de enfermedad con la atención a los enfermos de clase media y elevada en su propia consulta. Empezó a leer a los filósofos existencialistas. A los veintiocho años ingresó en un centro de vocaciones tardías en Salamanca para ordenarse sacerdote, lo que hizo efectivamente en Roma el 19 de marzo de 1953; en su Universidad Gregoriana se doctoró en Teología. Dirigió el Colegio de Nuestra Señora de los Rosales de Madrid y luego fue administrador de la Iglesia Española de Santiago y Montserrat. Entre 1956 y 1958 recorrió varios países de Latinoamérica; en Hermosillo (Méjico), en 1981, fue madurando su pensamiento filosófico, resumido en la fórmula Realismo Existencial, una superación positiva del existencialismo que produce esperanza mediante la asunción del pasado (la posibilidad de no haber sido); allí escribió su libro 22 historias clínicas -progresivas- de realismo existencial. Creó la Casa de Santiago para vocaciones sacerdotales adultas y la Asociación Grupo Claraeulalias para promover un estilo de vida contemplativo y activo desde una dimensión laica, las murtras, o casas de soledad y silencio abiertas para cualquiera que quiera meditar. En los setenta creó junto a otros dos fundaciones culturales: la Universitas Albertiana y el Ámbito de investigación y difusión María Corral. En 1988 fundó la Revista RE en castellano y en 1994 su versión en catalán. Investigó sobre una antropología de la paz, que materializó tras un viaje a China en la Carta de la Paz dirigida a la ONU (Barcelona, 1993). 

## Obras
- 22 historias clínicas -progresivas- de realismo existencial, 1981.
- Andadura pascual
- 60 sonetos perdidos
- La aventura de existir
- Ser y otros escritos
- Sonetos bajo la Cruz del Sur
- Sonetos en la ermita, 1993
- Folleto para niños con uso de razón y padres en conflicto
- Dichos al paso
- Homilías, 2006 y 2012, 2 vols.
- ¡Luego...!
- Itinerario, Barcelona: Edimurtra 2009.
- Con otros autores, Carta de la paz dirigida a la ONU, Barcelona, 1993.